# Demetrio Tripepi
Demetrio Tripepi (Reggio Calabria, 12 dicembre 1859 – Reggio Calabria, 28 dicembre 1908) è stato un politico italiano.

## Biografia
Fu Deputato della XIX legislatura del Regno d'Italia per la Destra storica, eletto nel Collegio elettorale di Palmi. Fu inoltre Sindaco di Reggio Calabria nel biennio 1905-1907.
Morì in occasione del Terremoto di Messina del 1908.